# ستان كامينز
ستان كامينز (بالإنجليزية: Stan Cummins)‏ هو لاعب كرة قدم بريطاني، ولد في 6 ديسمبر 1958 في Sedgefield ‏ في المملكة المتحدة. لعب مع كريستال بالاس ونادي سندرلاند ونادي ميدلزبره.

## وصلات خارجية
- ستان كامينز على موقع قاعدة بيانات كرة القدم.إي يو (الإنجليزية)